# エレクトロマイグレーション
エレクトロマイグレーション（英: electromigration）とは、電気伝導体の中で移動する電子と金属原子の間で運動量の交換が行われるために、イオンが徐々に移動することにより材の形状に欠損が生じる現象である。その効果は電流密度が高い場合に大きくなる。集積回路が微細化するにつれて、その影響が無視できなくなりつつある。
同種の用語にエレクトロケミカルマイグレーション（イオンマイグレーション）があるが、こちらは電気化学的マイグレーションという点で本項と異なる。

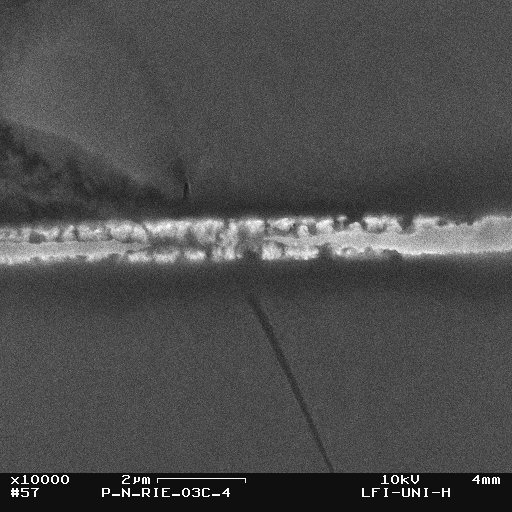
銅配線に発生したエレクトロマイグレーションによる故障箇所の走査型電子顕微鏡画像。RIEとHFによって不動態化された保護膜が除去されている。

## 歴史
エレクトロマイグレーションはフランスの科学者 Gerardin が1861年に発見した現象である。実用的な意味で注目されるようになったのは、1966年、集積回路が初めて製品化されたころからである。この分野の研究はジェームズ・R・ブラックが確立し、製品寿命の予測に用いられる「ブラックの式」に名を残している。当時、集積回路内の金属配線は約10マイクロメートル程度の幅だったが、2017年に10ナノメートルプロセスのCPUの市場投入が予定されるなど微細化が進行しており、これに伴って電流密度が増加しているためエレクトロマイグレーションの研究は重要性を増している。

## 実用上の影響
エレクトロマイグレーションは集積回路の信頼性を損なう。最悪の場合、回路の一部が切断された状態となり、全く動作不可能になる。配線の信頼性は、宇宙開発や軍用の応用だけでなく、自動車のアンチロック・ブレーキ・システムなどの民生応用でも重要とされているため、この現象にはテクノロジー的にも経済的にも大きな関心が寄せられている。
一般に、商用集積回路の製品寿命は、配線が機能を失うまでの期間よりもかなり短く、通常の製品でエレクトロマイグレーションの発生を考慮することはほとんどない。ブラックの式という数式で集積回路内の配線の寿命を予測でき、HTOLという検査技法でデバイスを高温かつ電流密度の高い状況で試験し、その結果から通常の状態での寿命を外挿して推定する。
エレクトロマイグレーションによる欠陥の蓄積した集積回路は全く機能しなくなるが、その兆候は間欠的な不具合として表れ、診断は非常に難しい。ごく一部の配線が先に途切れるので、回路は無作為なエラーを発生するように見え、（ESD故障など）他の故障と区別しにくい。実験室では電子顕微鏡によりエレクトロマイグレーションの様子を観察できる。
回路が微細化するにつれて、エレクトロマイグレーションによる故障の可能性が増大している。これは、回路のサイズが 1/k 倍になると、電力密度は k 倍、電流密度は k2 倍となり、エレクトロマイグレーションの影響も大きくなるためである。最近の半導体製造プロセスでは配線素材としてアルミニウムの代わりに銅を使うようになっている（銅は脆いが、導電率が高いため）。銅はエレクトロマイグレーションに影響されにくい性質があるが、全くないわけではないため銅配線のエレクトロマイグレーションの研究は今も続いている。
現代の民生用電子機器では、集積回路がエレクトロマイグレーションによって故障することはほとんどない。何故なら、集積回路のレイアウト設計段階でエレクトロマイグレーションの影響を考慮に入れるからである。ほとんど全ての集積回路の設計はEDAツールを使っており、トランジスタのレイアウトレベルでエレクトロマイグレーションに関して検証することができる。メーカーが指定する温度と電圧で使用すれば、正しく設計された集積回路はエレクトロマイグレーションで故障する前に他の要因（γ線のダメージ蓄積など）で故障することになる。
とはいうものの、エレクトロマイグレーションによる故障の記録もある。1980年代後半、ウェスタン・デジタルのデスクトップ型ディスクドライブ装置が出荷後12カ月から18カ月でほぼ必ず故障するという事態が発生した。故障で返品された装置を調べたところ、他社製の集積回路コントローラの設計基準に問題があることが判明した。問題の集積回路を別の会社のものと置換したところ、故障は発生しなくなったが、それまでに同社は大損害を被った。
マイクロプロセッサのオーバークロック（特に電圧も通常より高くした場合）によってもエレクトロマイグレーションが発生しやすくなり、寿命がかなり短くなる。
エレクトロマイグレーションは低電圧パワーMOSFETのような電力用半導体素子の故障原因にもなる（ソース電極（通常アルミニウム）の電流密度が限界以上になることがあるため）。アルミニウム層がダメージを受けると、ON状態の抵抗値が増し、最終的に完全に故障する。

## 関連する標準規格
- EIA/JEDEC 標準規格 EIA/JESD61: Isothermal electromigration test procedure.
- EIA/JEDEC 標準規格 EIA/JESD63: Standard method for calculating the electromigration model parameters for current density and temperature.